# St. Sebastiani Armbrustschützen-Gesellschaft anno 1250
Die St. Sebastiani Armbrustschützen-Gesellschaft anno 1250 e.V. ist ein Schützenverein in Herzogenrath und eine der ältesten Schützengesellschaften Europas.

## Die Geschichte
Entstanden ist die Gesellschaft im Jahre 1250 aus einer Bürgerwehr, die zum Beginn des 13. Jahrhunderts zum Schutz der Stadt notwendig wurde. Die Söldner, die zum Schutz der Stadt abgestellt waren, konnten diese Aufgabe nicht mehr erfüllen. Besonderen Ruhm erlangte 1283 ein Mitglied der Schützen, als er bei der großen Belagerung der Stadt den Anführer der gegnerischen Truppen den Ritter Winnemar von Gijmnich durch einen gekonnten Schuss mit der Armbrust tödlich verletzte. Die Farben der Schützen, wie auch der Stadt Herzogenrath, sind die spanischen Farben Rot und Gelb.

## Der Schützenanzug
Im Gegensatz zu den bei vielen Schützenbruderschaften üblichen, meist grünen, Uniformen tragen die Schützen einen Stresemann. Dieser besteht aus einem schwarzen Jackett mit einer schwarz-grau gestreiften Hose. Dazu trägt man einen Zylinder. Als Erkennungszeichen dient das Schützenabzeichen, eine gelb-rote Schleife mit einer anhängenden silbernen Armbrust. In der Bewahrung von Tradition und Teilnahme am gesellschaftlichen, sportlichen und kulturellen Leben in der Stadt Herzogenrath kommt der Gesellschaft auch heute noch eine besondere Bedeutung zu.

## Vogelschießen
Seit 1837 findet das Vogelschießen jährlich am Wochenende des 1. Sonntages im Juli am Fuchsberg statt. Dabei schießen alle aktiven Schützen zeitgleich mit ihrer Armbrust auf einen Holzvogel, der auf einer auf einem Hügel stehenden Schützenstange aufgeschraubt ist. Innerhalb einer Viertelstunde hat jeder Schütze zeitgleich die Möglichkeit bis zu 23 Pfeile zu verschießen.